# 東大宮駅

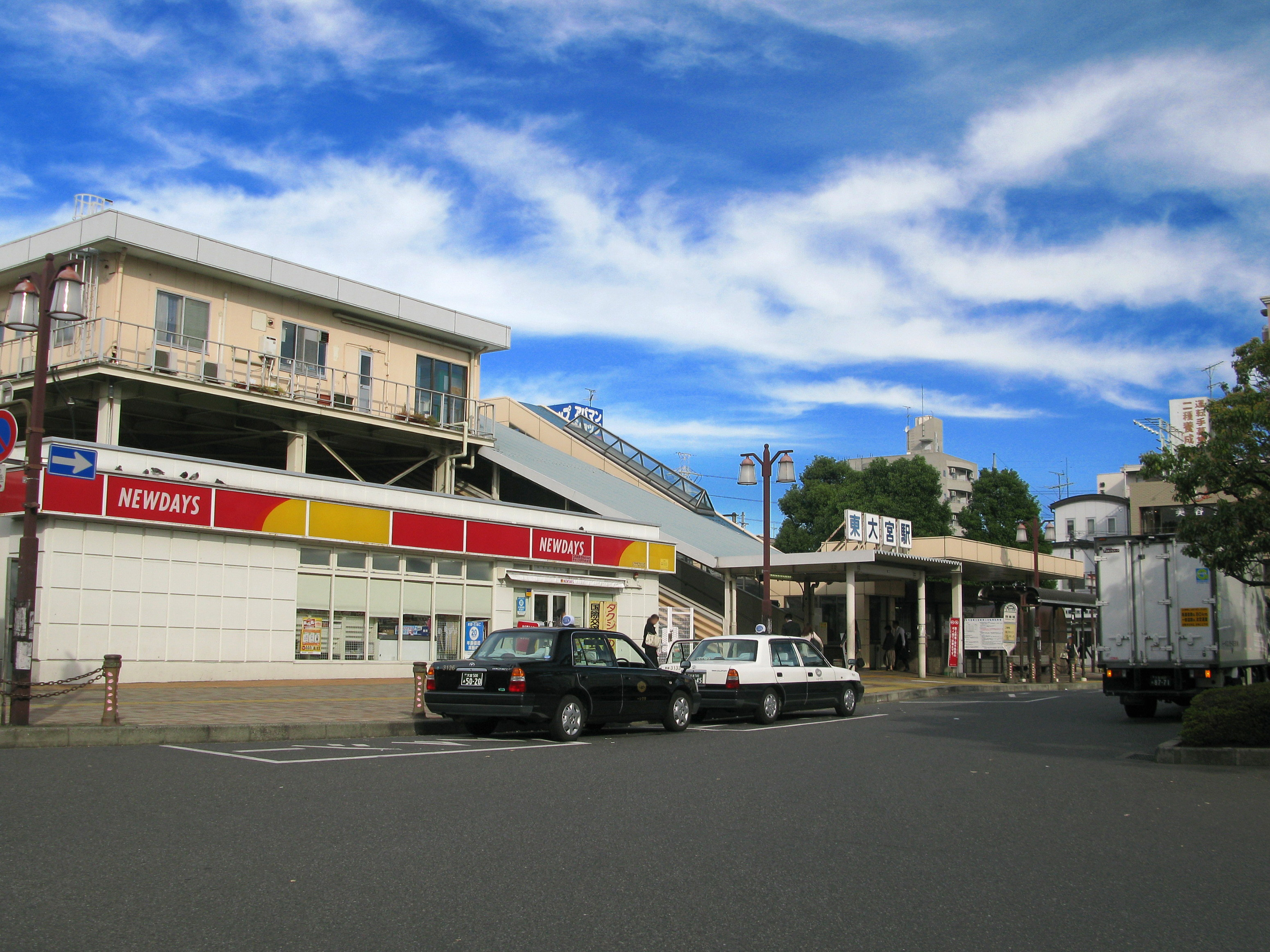
東口（2012年11月）

東大宮駅（ひがしおおみやえき）は、埼玉県さいたま市見沼区東大宮四丁目にある、東日本旅客鉄道（JR東日本）東北本線の駅である。
「宇都宮線」の愛称区間に含まれており、上野駅発着系統と、新宿駅経由で横須賀線に直通する湘南新宿ライン、上野駅・東京駅経由で東海道線に直通する上野東京ラインが停車する。

## 歴史
1959年（昭和34年）12月25日に、砂駅（当駅の計画段階での名称）設置について日本国有鉄道（国鉄）総裁が決裁。1963年（昭和38年）3月1日に鍬入れ式が挙行された。

### 年表
- 1964年（昭和39年）
  - 3月20日：大宮駅 - 蓮田駅間（土呂駅は未開業）に日本国有鉄道（国鉄）の駅として開業[2]。当時駅前は雑木林で、ほとんどの列車が通過していた。
  - 3月25日：開業式・竣工祝賀式が行われる[2]。
- 1969年（昭和44年）8月2日：砂土地区画整理事業（第1工区）の換地処分が前日に行われた[6]ことに伴い、町名地番変更が行われ、所在地の町名が「東大宮」になる[7]。
- 1980年代以降：周辺の人口が増加するとともに、停車する列車が増加。
- 1987年（昭和62年）4月1日：国鉄分割民営化に伴い、東日本旅客鉄道（JR東日本）の駅となる[8]。
- 1996年（平成8年）7月10日：駅西口に駅ビル「ビーンズアネックス」開業[1]。
- 2001年（平成13年）
  - 3月24日：東口に上りエスカレーターが設置され、運転開始[9]。
  - 11月18日：ICカード「Suica」の利用が可能となる[広報 1]。
- 2002年（平成14年）7月：西口にエレベーターが設置され、運転開始[10]。
- 2011年（平成23年）8月：改札内にエレベーターと上下エスカレーターが設置され、運転開始[11]。
- 2014年（平成26年）：東口にエレベーターが設置され、運転開始[12]。
- 時期不明（2014年以降）：早朝時間帯の無人化、および駅遠隔操作システム（現・お客さまサポートコールシステム）の導入[13]。
- 2019年（平成31年）
  - 1月31日：みどりの窓口の営業を終了[14][15]。
  - 3月1日：業務委託化[15]。
- 2021年（令和3年）3月13日：快速列車が停車開始[16]。
- 2023年（令和5年）9月8日：「NewDays KIOSK東大宮駅改札内店」が閉店[17]。

## 駅構造
島式ホーム1面2線を有する地上駅で、橋上駅舎を有している。
蓮田駅管理の業務委託駅（JR東日本ステーションサービス受託）で、多機能券売機、指定席券売機、Suica対応自動改札機が設置されている。なお、お客さまサポートコールシステムが導入されており、早朝は遠隔対応のため改札係員は不在となる。

### のりば
| 番線 | 路線                 | 方向 | 行先                             |
| ---- | -------------------- | ---- | -------------------------------- |
| 1    | ■ 宇都宮線（東北線） | 下り | 久喜・小山・宇都宮・黒磯方面     |
| 2    | ■ 宇都宮線（東北線） | 上り | 大宮・東京・新宿・横浜・大船方面 |
| 2    | ■ 湘南新宿ライン     | 上り | 大宮・東京・新宿・横浜・大船方面 |
| 2    | ■ 上野東京ライン     | 上り | 大宮・東京・新宿・横浜・大船方面 |

- 湘南新宿ラインの列車は前述のように横須賀線へ直通する。

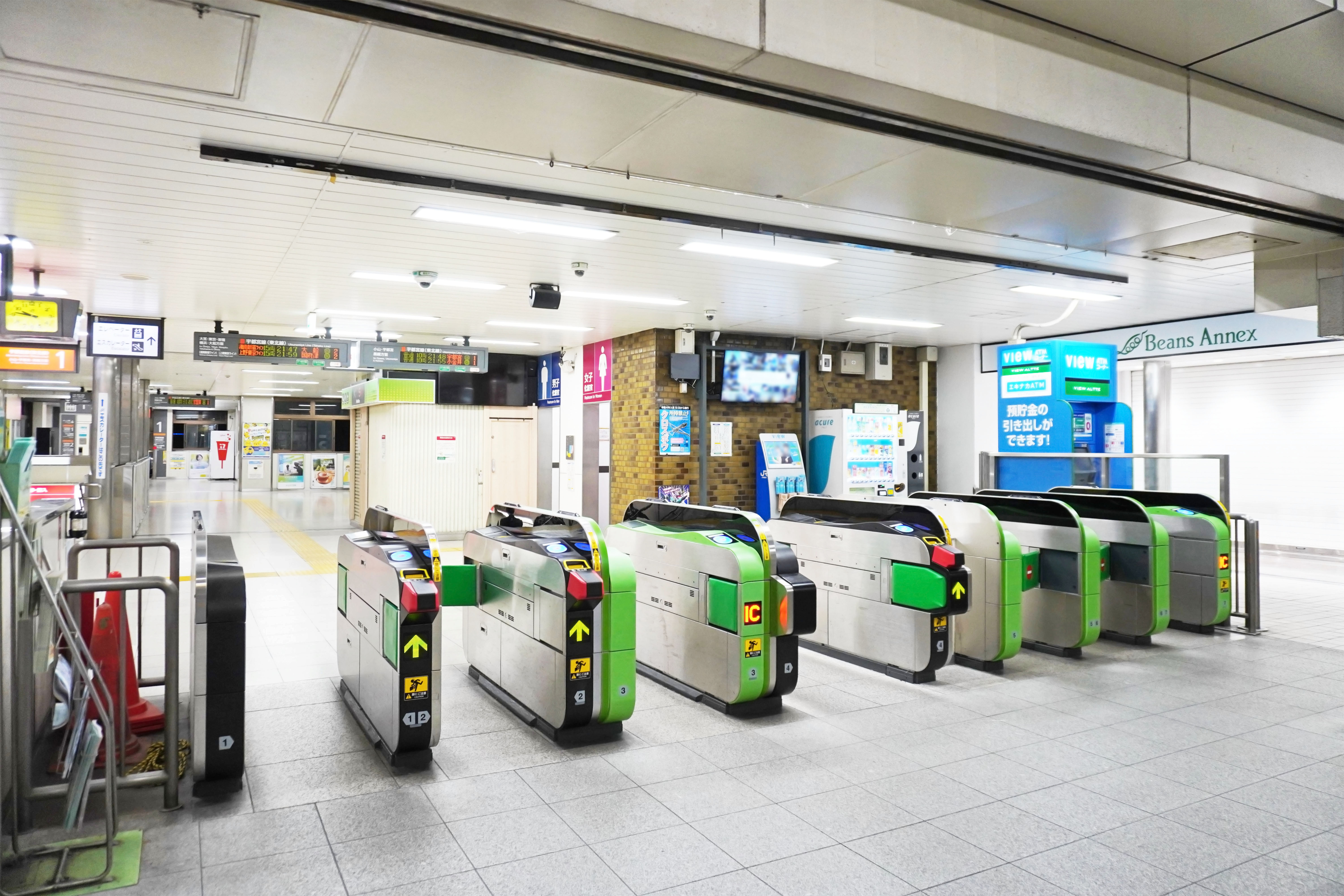
改札口（2024年5月）
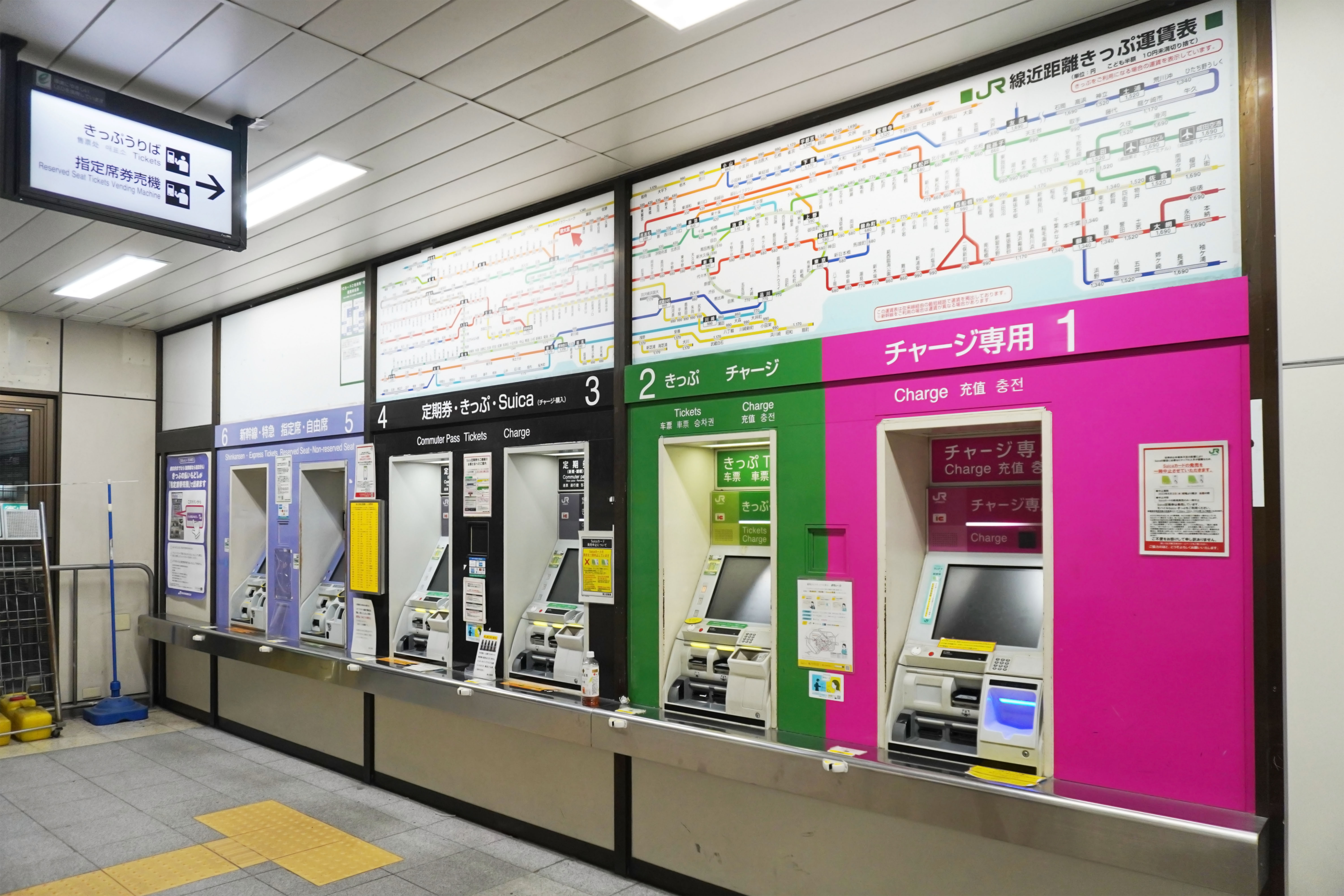
自動券売機（2024年5月）
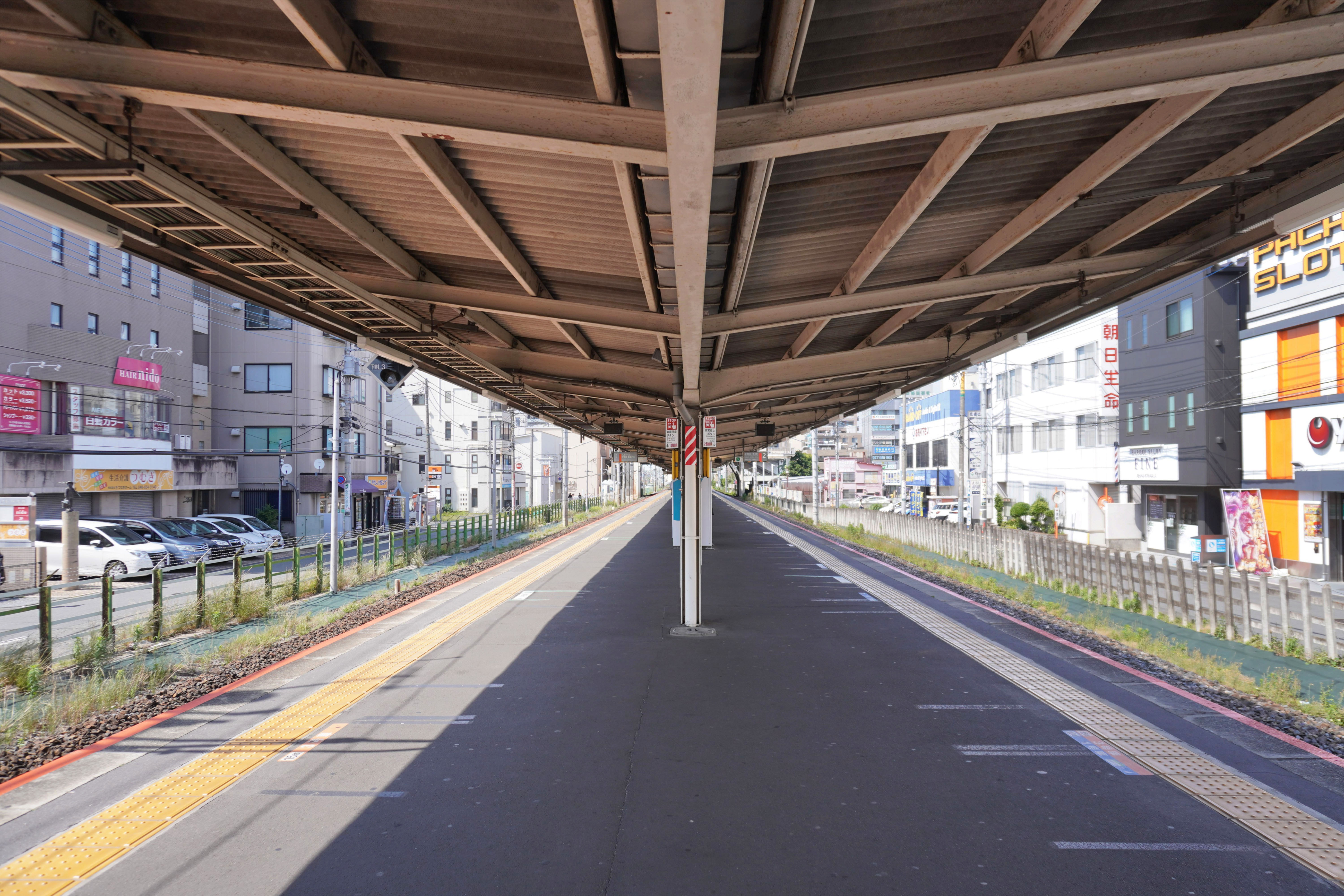
ホーム（2024年6月）
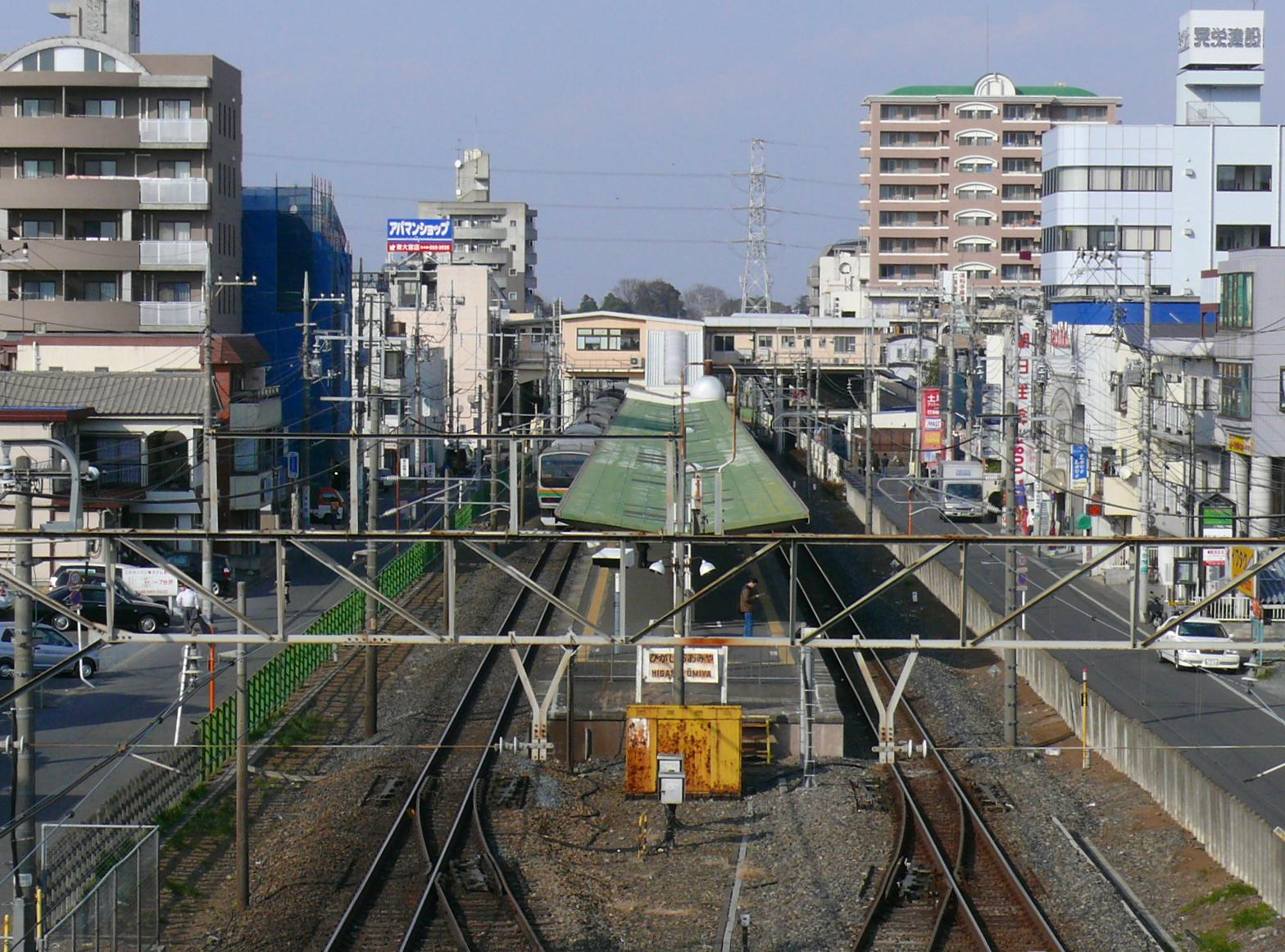
駅構内を南側より望む（2008年3月）

## 利用状況
2023年度（令和5年度）の1日平均乗車人員は31,530人である。さいたま市の中心部から離れてはいるが、駅の所在する見沼区の住民だけでなく、市境が近い上尾市の住民や、芝浦工業大学および栄東中学・高等学校の学生・関係者の利用もある。
2023年度時点で、大宮駅より北側に所在する宇都宮線の駅では宇都宮駅、久喜駅に次ぐ第3位の乗車人員であり、他の路線への乗り換えがない駅としては最も多い。
快速列車の当駅停車を求める声が多く、隣の蓮田駅と連続停車になることや、当駅では待避ができないこと、また当駅に停車すると混雑が快速に集中するおそれがあることからなど、ダイヤ上の影響が大きいとして長年快速の停車は実現しなかったが、2021年（令和3年）3月13日のダイヤ改正より快速ラビットと湘南新宿ライン快速の停車駅に加えられた。
なお、1987年度（昭和62年度）以降の年度別1日平均乗車人員の推移は以下のとおりである。
| 年度               | 1日平均 乗車人員 | 出典     |
| ------------------ | ---------------- | -------- |
| 1987年（昭和62年） | 18,890           |          |
| 1988年（昭和63年） | 20,478           |          |
| 1989年（平成元年） | 21,642           |          |
| 1990年（平成02年） | 22,780           |          |
| 1991年（平成03年） | 24,560           |          |
| 1992年（平成04年） | 25,399           |          |
| 1993年（平成05年） | 26,383           |          |
| 1994年（平成06年） | 26,885           |          |
| 1995年（平成07年） | 27,918           |          |
| 1996年（平成08年） | 27,962           |          |
| 1997年（平成09年） | 27,640           |          |
| 1998年（平成10年） | 27,553           |          |
| 1999年（平成11年） | 27,685           | [ * 1 ]  |
| 2000年（平成12年） | 27,959           | [ * 2 ]  |
| 2001年（平成13年） | 27,995           | [ * 3 ]  |
| 2002年（平成14年） | 28,735           | [ * 4 ]  |
| 2003年（平成15年） | 29,082           | [ * 5 ]  |
| 2004年（平成16年） | 29,557           | [ * 6 ]  |
| 2005年（平成17年） | 30,385           | [ * 7 ]  |
| 2006年（平成18年） | 30,606           | [ * 8 ]  |
| 2007年（平成19年） | 30,967           | [ * 9 ]  |
| 2008年（平成20年） | 31,201           | [ * 10 ] |
| 2009年（平成21年） | 30,907           | [ * 11 ] |
| 2010年（平成22年） | 30,566           | [ * 12 ] |
| 2011年（平成23年） | 30,845           | [ * 13 ] |
| 2012年（平成24年） | 31,694           | [ * 14 ] |
| 2013年（平成25年） | 32,445           | [ * 15 ] |
| 2014年（平成26年） | 32,035           | [ * 16 ] |
| 2015年（平成27年） | 32,623           | [ * 17 ] |
| 2016年（平成28年） | 32,642           | [ * 18 ] |
| 2017年（平成29年） | 33,023           | [ * 19 ] |
| 2018年（平成30年） | 33,351           | [ * 20 ] |
| 2019年（令和元年） | 33,531           | [ * 21 ] |
| 2020年（令和02年） | 24,373           |          |
| 2021年（令和03年） | 27,727           |          |
| 2022年（令和04年） | 30,234           |          |
| 2023年（令和05年） | 31,530           |          |

一日平均乗車人員（単位：人/日）

## 駅周辺

### 東口
- 大宮東警察署東大宮駅前交番
- 芝浦工業大学大宮キャンパス
- 東大宮駅前郵便局
- 埼玉りそな銀行東大宮支店 東大宮駅東口出張所
- 武蔵野銀行東大宮支店
- 栃木銀行東大宮支店
- 川口信用金庫東大宮支店
- 薬 マツモトキヨシ 東大宮東口店
- ウエルシア東大宮店
- ドイト東大宮店
- ハレノテラス
  - ヨークフーズ ハレノテラス東大宮店（ヨークマートとして2017年4月12日オープン[21]も2024年5月25日にヨークフーズに衣替え[22]）
- ヤオコー 大宮島町店
- 西友東大宮店
- かんてんぱぱショップ東大宮店

### 西口
- 駅ビル「ビーンズアネックス」[1]
  - 美容室・ファストフード店などが入居。
- JR東日本大宮総合車両センター東大宮センター
  - 東京・大宮総合訓練センターが併設されている。
- 埼玉県立大宮工業高等学校
- 栄東中学・高等学校
- 見沼区役所東大宮支所
  - 東大宮コミュニティセンター
  - さいたま市見沼消防署東大宮出張所
- 東大宮西口郵便局
- 埼玉りそな銀行東大宮支店
- 埼玉縣信用金庫東大宮支店
- マルエツ東大宮店
- マミーマート東大宮店

### 道路
- 埼玉県道5号さいたま菖蒲線（第二産業道路）
- 埼玉県道144号東大宮停車場線

## バス・乗合タクシー

### 東口発着
| のりば | 運行事業者             | 系統・行先 | 備考 |
| ------ | ---------------------- | --- | --- |
| 1      | 国際興業バス           | 東大03：大和田駅 | 小型車での運行 |
| 1      | さいたま市乗合タクシー | さいたま市見沼区大砂土東地区乗合タクシー「みぬま号」：土呂駅                                                                 | 平日のみ運行 |
| 2      | 国際興業バス           | - 東大01：アーバンみらい - 東大02：春岡先回り循環 / ファミリータウン先回り循環 - 東大02-2：深作中 - 東大81：さいたま東営業所 | - 「東大01」および「東大02」の春岡先回り循環は午前のみ運行 - 「東大02」のファミリータウン先回り循環および「東大81」は午後のみ運行 |

### 西口発着
| のりば                     | 運行事業者       | 系統・行先                                         | 備考                                                                               |
| -------------------------- | ---------------- | -------------------------------------------------- | ---------------------------------------------------------------------------------- |
| 1                          | 東武バスウエスト | 東大12：診療所 / 原市団地中学校入口 / 原市団地循環 | 診断所行きは平日のみ運行。また、診断所行きと原市団地中学校入口行きは深夜バスも運行 |
| 2                          | 東武バスウエスト | 東大11：尾山台団地循環                             | 平日朝夕、土休日朝昼のみ運行                                                       |
| 朝日                       | 上尾市運行バス   | HO21・HO22：上尾駅東口                             |                                                                                    |
| 東大宮駅西口               | 国際興業バス     | ミッドナイトアロー蓮田・久喜：久喜駅西口           | 深夜急行バスで、平日1本のみ運行。また、降車専用                                    |
| （ガーデンエクスプレス前） | 東京富士交通     | イオンモール上尾無料シャトルバス                   | 土休日のみ運行                                                                     |

## 隣の駅
東日本旅客鉄道（JR東日本）
■宇都宮線
■快速（「ラビット」を含む）
大宮駅 (JU 07・JS 24) - 東大宮駅 - 蓮田駅
■普通
土呂駅 - 東大宮駅 - 蓮田駅
当駅から蓮田駅の間は、鉄道写真撮影の名所として有名であり、「東大宮 - 蓮田間」を略して「ヒガハス」と呼ばれる。

### 記事本文